# Pallacanestro Olimpia Milano 1968-1969
Questa voce raccoglie le informazioni riguardanti la Pallacanestro Olimpia Milano  nelle competizioni ufficiali della stagione 1968-1969.

## Verdetti stagionali
- Serie A 1968-1969: 2ª classificata su 12 squadre (16 partite vinte su 22)[1]

## Stagione
L'Olimpia, sponsorizzata Simmenthal e guidata da Cesare Rubini, termina seconda in Campionato dietro alla Ignis Varese
In Coppa Italia arriva agli ottavi di finale dove viene battuta ed eliminata dalla Noalex Venezia.

## Roster
- Giuseppe Brumatti
- Mauro Cerioni
- Gianfranco Fantin
- Vittorio Ferracini
- Gaggiotti
- Gazzotti
- Giulio Iellini
- Massimo Masini
- Giorgio Papetti
- Sandro Riminucci [2]
- Serratini
- Jim Tillman

## Staff tecnico
Allenatore: Cesare Rubini